# レンティル作戦
レンティル作戦 (Operation Lentil) は、1945年1月に実行された、イギリス軍によるスマトラ島の製油所に対する攻撃。
イギリス軍は1944年12月に空母搭載機によるスマトラ島パンカラン・ブランダンの製油所攻撃を試みた（ロブソン作戦）が、この時は攻撃は雲に妨げられた。そのため、1945年1月に艦隊は再出撃した。出撃したのは空母インドミタブル（旗艦）、ヴィクトリアス、インディファティガブル、重巡洋艦サフォーク、軽巡洋艦アルゴノート、ブラック・プリンス、セイロン、駆逐艦ケンペンフェルト、ウェレプ、ウェイガー、グレンヴィル、ウラニア、アンダウンテッド、アンダイン、アーサからなるフォース65で、フィリップ・ヴァイアン中将が率いた。
1月4日、シメウル島東方でアヴェンジャー32機、ファイアフライ12機、コルセア24機、ヘルキャット24機が発進し攻撃に向かった。攻撃隊はパンカラン・ブランダンの製油所のほか、周辺の飛行場なども攻撃した。今回は戦闘機による迎撃があったが、撃墜された機はなかった。エンジンの故障でアヴェンジャーが1機、燃料切れでファイアフライ1機が海上に不時着した。
フォース65は1月7日にトリンコマリーに帰投した。